# Short track ai XXII Giochi olimpici invernali - 500 m femminile
La gara dei 500 metri femminili di short track dei XXII Giochi olimpici invernali di Soči si è disputata tra il 10 (batterie) e il 13 febbraio (quarti di finale, semifinali e finali).
La medaglia d'oro è stata vinta dalla cinese Li Jianrou, che ha preceduto sul traguardo l'italiana Arianna Fontana e la sudcoreana Park Seung-hi.
Detentrice del titolo di campionessa olimpica era la cinese Wang Meng, che vinse a Vancouver 2010, precedendo la canadese Marianne St-Gelais (medaglia d'argento) e Arianna Fontana (medaglia di bronzo).

## Risultati

### Batterie
Sono state disputate otto batterie, ognuna con quattro atlete; le prime due classificate si sono qualificate per i quarti di finale.

#### Batteria 1
| Pos. | Nome                | Nazione       | Tempo  |
| ---- | ------------------- | ------------- | ------ |
| 1    | Liu Qiuhong         | Cina          | 43"542 |
| 2    | Kim A-Lang          | Corea del Sud | 43"919 |
| 3    | Lara van Ruijven    | Paesi Bassi   | 44"023 |
| 4    | Tat'jana Borodulina | Russia        | DSQ    |

#### Batteria 2
| Pos. | Nome               | Nazione       | Tempo  |
| ---- | ------------------ | ------------- | ------ |
| 1    | Elise Christie     | Gran Bretagna | 44"775 |
| 2    | Sof'ja Prosvirnova | Russia        | 44"940 |
| 3    | Yui Sakai          | Giappone      | 45"051 |
| 4    | Andrea Keszler     | Ungheria      | 45"215 |

#### Batteria 3
| Pos. | Nome                | Nazione       | Tempo  |
| ---- | ------------------- | ------------- | ------ |
| 1    | Jorien ter Mors     | Paesi Bassi   | 44"262 |
| 2    | Charlotte Gilmartin | Gran Bretagna | 44"440 |
| 3    | Martina Valcepina   | Italia        | 44"493 |
| 4    | Biba Sakurai        | Giappone      | 44"628 |

#### Batteria 4
| Pos. | Nome              | Nazione       | Tempo    |
| ---- | ----------------- | ------------- | -------- |
| 1    | Park Seung-hi     | Corea del Sud | 44"180   |
| 2    | Emily Scott       | Stati Uniti   | 45"210   |
| 3    | Agnė Sereikaitė   | Lituania      | 45"356   |
| 4    | Véronique Pierron | Francia       | 1'12"278 |

#### Batteria 5
| Pos. | Nome               | Nazione     | Tempo  |
| ---- | ------------------ | ----------- | ------ |
| 1    | Marianne St-Gelais | Canada      | 43"729 |
| 2    | Yara van Kerkhof   | Paesi Bassi | 44"044 |
| 3    | Ayuko Itō          | Giappone    | 44"174 |
| 4    | Ïnna Sïmonova      | Kazakistan  | 44"387 |

#### Batteria 6
| Pos. | Nome                 | Nazione     | Tempo  |
| ---- | -------------------- | ----------- | ------ |
| 1    | Arianna Fontana      | Italia      | 43"568 |
| 2    | Li Jianrou           | Cina        | 43"633 |
| 3    | Patrycja Maliszewska | Polonia     | 44"154 |
| 4    | Alyson Dudek         | Stati Uniti | DSQ    |

#### Batteria 7
| Pos. | Nome            | Nazione     | Tempo    |
| ---- | --------------- | ----------- | -------- |
| 1    | Fan Kexin       | Cina        | 43"356   |
| 2    | Jessica Hewitt  | Canada      | 43"447   |
| 3    | Valerija Reznik | Giappone    | 45"349   |
| 4    | Jessica Smith   | Stati Uniti | 1'13"344 |

#### Batteria 8
| Pos. | Nome              | Nazione       | Tempo  |
| ---- | ----------------- | ------------- | ------ |
| 1    | Valérie Maltais   | Canada        | 44"093 |
| 2    | Shim Suk-Hee      | Corea del Sud | 44"197 |
| 3    | Veronika Windisch | Austria       | 44"586 |
| 4    | Elena Viviani     | Italia        | 44"623 |

### Quarti di finale
Si sono disputate quattro batterie di quarti di finale. Si sono qualificate alle semifinali le prime due classificate di ogni batteria.

#### Batteria 1
| Pos. | Nome                | Nazione       | Tempo  |
| ---- | ------------------- | ------------- | ------ |
| 1    | Park Seung-hi       | Corea del Sud | 43"392 |
| 2    | Marianne St-Gelais  | Canada        | 43"595 |
| 3    | Yara van Kerkhof    | Paesi Bassi   | 43"888 |
| 4    | Charlotte Gilmartin | Gran Bretagna | 44"279 |

#### Batteria 2
| Pos. | Nome           | Nazione       | Tempo    |
| ---- | -------------- | ------------- | -------- |
| 1    | Fan Kexin      | Cina          | 43"288   |
| 2    | Elise Christie | Gran Bretagna | 43"402   |
| 3    | Emily Scott    | Stati Uniti   | 44"709   |
| 4    | Jessica Hewitt | Canada        | 1'00"971 |

#### Batteria 3
| Pos. | Nome               | Nazione       | Tempo  |
| ---- | ------------------ | ------------- | ------ |
| 1    | Liu Qiuhong        | Cina          | 43"478 |
| 2    | Jorien ter Mors    | Paesi Bassi   | 43"572 |
| 3    | Kim A-Lang         | Corea del Sud | 43"673 |
| 4    | Sof'ja Prosvirnova | Russia        | 43"862 |

#### Batteria 4
| Pos. | Nome            | Nazione       | Tempo  |
| ---- | --------------- | ------------- | ------ |
| 1    | Arianna Fontana | Italia        | 43"405 |
| 2    | Li Jianrou      | Cina          | 43"486 |
| 3    | Valérie Maltais | Canada        | 43"550 |
| 4    | Shim Suk-Hee    | Corea del Sud | 43"572 |

### Semifinali
Si sono disputate due semifinali. Si sono qualificate alla finale A le prime due classificate di ogni semifinale, mentre le altre sono state ammesse alla finale B.

#### Semifinale 1
| Pos. | Nome               | Nazione       | Tempo  |
| ---- | ------------------ | ------------- | ------ |
| 1    | Park Seung-hi      | Corea del Sud | 43"611 |
| 2    | Arianna Fontana    | Italia        | 43"624 |
| 3    | Marianne St-Gelais | Canada        | 44"069 |
| 4    | Jorien ter Mors    | Paesi Bassi   | 44"242 |

#### Semifinale 2
| Pos. | Nome           | Nazione       | Tempo    |
| ---- | -------------- | ------------- | -------- |
| 1    | Elise Christie | Gran Bretagna | 43"837   |
| 2    | Li Jianrou     | Cina          | 43"841   |
| 3    | Liu Qiuhong    | Cina          | 43"916   |
| 4    | Fan Kexin      | Cina          | 1'24"431 |

### Finali

#### Finale A
| Pos.    | Nome            | Nazione       | Tempo  |
| ------- | --------------- | ------------- | ------ |
| Oro     | Li Jianrou      | Cina          | 45"263 |
| Argento | Arianna Fontana | Italia        | 51"250 |
| Bronzo  | Park Seung-hi   | Corea del Sud | 54"207 |
|         | Elise Christie  | Gran Bretagna | DSQ    |

#### Finale B
| Pos. | Nome               | Nazione     | Tempo  |
| ---- | ------------------ | ----------- | ------ |
| 4    | Liu Qiuhong        | Cina        | 44"188 |
| 5    | Fan Kexin          | Cina        | 44"297 |
| 6    | Jorien ter Mors    | Paesi Bassi | 44"311 |
| 7    | Marianne St-Gelais | Canada      | 44"359 |

Data: Giovedì 13 febbraio 2014 

Ora locale: 14:00 
 
Sito: 

Legenda:
- DNS = non partito (did not start)
- DNF = prova non completata (did not finish)
- DSQ = squalificato (disqualified)
- Pos. = posizione